# نوسكريبت
نوسكريبت (بالإنجليزية: NoScript)‏ يعني "لا للنص البرمجي"، وهو امتداد حر ومفتوح المصدر خاص بشركة موزيلا وتستخدم في متصفحات فايرفكس وسي منكي وغيرها من المتصفحات الخاصة بالشركة. تم إنشاء نوسكريبت وتطويره من قبل جورجيو موان (Giorgio Maone) وهو مطور برمجيات إيطالي وعضو في مجموعة أمن موزيلا. نوسكريبت لا يسمح بعرض محتوى الويب مثل جافا سكريبت [العربية]، جافا [العربية]، فلاش [العربية]، سيلفرلايت [العربية]، وغيرها من الإضافات إلا إذا تم اعتبار صفحة المضيف كصفحه موثوقة من قبل المستخدم، حيث يجب أن يقوم المستخدم بإضافتها سابقا إلى القائمة البيضاء. كما يقدم نوسكريبت تدابير مضادة خاصه ضد البرامج التي تستغل الضعف الأمني للمتصفح.

## وصلات خارجية
- الموقع الرسمي
- NoScript at addons.mozilla.org
- NoScript Anywhere (3.5a8) for موزيلا فنك
- NoScript presentation in How to Bypass Internet Censorship, a برمجية حرة مفتوحة المصدر Manual, 10 March 2011, 240 pp.